# マックス・ゼーブルク
マックス・ゼーブルク (Max Seeburg、1884年9月19日 - 1972年1月24日) は、ドイツ・ライプツィヒ出身の元サッカー選手。ポジションは右サイドバック。イングランドでプレーした初のヨーロッパ人選手である 。

## 経歴
1884年にライプツィヒで生まれたゼーブルクは生まれて間もない2歳の時にイギリスのロンドンに移り住んだ。その後プロサッカー選手となり、1906年に当時2部だったチェルシーへ加入。しかし出場機会が与えられず、こちらも同じく2部であったトッテナム・ホットスパーへ移籍。出場は1試合のみであった。
アマチュアクラブのレイトンで1シーズンを過ごした後、再び2部の舞台へ復帰。バーンリーとグリムズビー・タウンでそれぞれ1シーズン活躍し、翌年アマチュアクラブのレディングでプレーした後現役を引退した。
その後はレディングでパブを経営していたが、1914年に第一次世界大戦が勃発。数週間後にドイツ出身の彼は逮捕され、ニューベリーの収容所へ送られた。しかし、彼のサッカー選手としての名声とレディングとの縁も深かったためか一週間後に釈放された。釈放された後はより多くのパブを経営し、美食学にも心酔した。1923年には一女を儲けた。
1972年に亡くなるまで、レディングの試合を何度も観に行ったという。